# Samernas Väl
Samernas Väl (SV) är ett lokalt politiskt parti i Jokkmokks kommun. Partiet bildades av Jokkmokks sameförening under 1950-talet och har deltagit i flertalet kommunalval sedan dess. 
Ordförande i Samernas Väl är Karin Vannar.

## Valresultat till kommunfullmäktige
| År   | Röster | %    | Mandat |
| ---- | ------ | ---- | ------ |
| 1998 | 258    | 6,55 | 2 / 35 |
| 2002 | 209    | 5,87 | 2 / 35 |
| 2006 | 247    | 7,15 | 2 / 31 |
| 2010 | 267    | 7,85 | 2 / 31 |
| 2014 | 220    | 6,68 | 2 / 31 |
| 2018 | 244    | 7,39 | 2 / 25 |
| 2022 | 226    | 7,42 | 2 / 23 |